# Communauté de communes des Côtes de Champagne
Die Communauté de communes des Côtes de Champagne ist ein ehemaliger französischer Gemeindeverband (Communauté de communes) im Département Marne und der Region Champagne-Ardenne. Er wurde am 10. Dezember 1993 gegründet. Der Gemeindeverband fusionierte mit Wirkung vom 1. Januar 2014 mit der
- Communauté de communes Champagne et Saulx, der
- Communauté de communes de Saint-Amand-sur-Fion sowie der
- Communauté de communes des Trois Rivières

und bildete dadurch die neue Communauté de communes Côtes de Champagne et Saulx.

## Ehemalige Mitgliedsgemeinden
- Alliancelles
- Bassu
- Bassuet (1. Januar 2009)
- Bettancourt-la-Longue
- Bussy-le-Repos
- Charmont (1. Januar 2008)
- Possesse
- Saint-Jean-devant-Possesse
- Val-de-Vière
- Vanault-le-Châtel (1. Januar 2012)
- Vanault-les-Dames
- Vavray-le-Petit
- Vernancourt
- Vroil